# 仲里一義
仲里 一義（なかざと かずよし、1974年 - ）は、日本の実業家。越境EC支援（ECサイトの海外販売対応サービス）を手掛ける株式会社ジグザグの創業者。

## 略歴
大学卒業後、広告宣伝・OOH企画のオックス・プランニング（現クラウドポイント）入社。2004年インターネット広告代理のオプトに入社、スモールビジネス部門を立ち上げるとともにメンバー50人のマネジメントを行う。その後、営業部長、新規事業本部の統括を歴任。2010年越境EC支援と海外転送サービスのgroowbits代表取締役に就任。国際物流を軸に越境EC支援サービスを立ち上げ、日米韓独にてグローバルなサービスを展開。2015年ジグザグを設立し、代表取締役に就任。越境EC支援事業を手掛ける。10年以上にわたるウェブサービスや越境ECビジネスの事業経験を元に、メディア取材やセミナー登壇にも応じている。2016年より独立行政法人中小企業基盤整備機構「越境EC勉強会」講師に選任される。